# Pulitzer-díjas életrajzok és önéletrajzok listája
Ebben a listában a Pulitzer-díj „életrajzok és önéletrajzok” kategóriájának jelöltjei és nyertesei találhatóak.
| Év   | Életrajz vagy önéletrajz | Szerző                                  |
| ---- | --- | --------------------------------------- |
| 2021 | The Dead Are Arising: The Life of Malcolm X | Les Payne és Tamara Payne               |
| 2021 | Red Comet: The Short Life and Blazing Art of Sylvia Plath                                                                                        | Heather Clark                           |
| 2021 | Stranger in the Shogun’s City: A Japanese Woman and Her World                                                                                    | Amy Stanley                             |
| 2020 | Sontag: Her Life and Work | Benjamin Moser                          |
| 2020 | Our Man: Richard Holbrooke and the End of the American Century                                                                                   | George Packer                           |
| 2020 | Parisian Lives: Samuel Beckett, Simone de Beauvoir, And Me                                                                                       | Deirdre Bair                            |
| 2019 | The New Negro: The Life of Alain Locke | Jeffrey C. Stewart                      |
| 2019 | Proust's Duchess: How Three Celebrated Women Captured the Imagination of Fin-de-Siècle Paris                                                     | Caroline Weber                          |
| 2019 | The Road Not Taken: Edward Lansdale and the American Tragedy in Vietnam                                                                          | Max Boot                                |
| 2018 | Prairie Fires: The American Dreams of Laura Ingalls Wilder                                                                                       | Caroline Fraser                         |
| 2018 | Richard Nixon: The Life | John A. Farrell                         |
| 2018 | Robert Lowell, Setting the River on Fire: A Study of Genius, Mania, and Character                                                                | Kay Redfield Jamison                    |
| 2017 | The Return: Fathers, Sons and the Land in Between                                                                                                | Hisham Matar                            |
| 2017 | Előhívás: mindent apámról (In the Darkroom) | Susan Faludi                            |
| 2017 | Elillanó lélekzet (When Breath Becomes Air) | Paul Kalanithi                          |
| 2016 | Barbarian Days: A Surfing Life | William Finnegan                        |
| 2016 | Custer's Trials: A Life on the Frontier of a New America                                                                                         | T. J. Stiles                            |
| 2016 | The Light of the World: A Memior | Elizabeth Alexander                     |
| 2015 | The Pope and Mussolini: The Secret History of Pius XI and the Rise of Fascism in Europe                                                          | David I. Kertzer                        |
| 2015 | Louis Armstrong: Master of Modernism | Thomas Brothers                         |
| 2015 | Stalin: Volume I: Paradoxes of Power, 1878–1928                                                                                                  | Stephen Kotkin                          |
| 2014 | Margaret Fuller: A New American Life | Megan Marshall                          |
| 2014 | Jonathan Swift: His Life and His World | Leo Damrosch                            |
| 2014 | Karl Marx: A Nineteenth-Century Life | Jonathan Sperber                        |
| 2013 | The Black Count: Glory, Revolution, Betrayal, and the Real Count of Monte Cristo                                                                 | Tom Reiss                               |
| 2013 | Portrait of a Novel: Henry James and the Making of an American Masterpiece                                                                       | Michael Gorra                           |
| 2013 | The Patriarch: The Remarkable Life and Turbulent Times of Joseph P. Kennedy                                                                      | David Nasaw                             |
| 2012 | George F. Kennan: An American Life | John Lewis Gaddis                       |
| 2012 | Love and Capital: Karl and Jenny Marx and the Birth of a Revolution                                                                              | Mary Gabriel                            |
| 2012 | Malcolm X: A Life of Reinvention | Manning Marable                         |
| 2011 | Washington: A Life | Ron Chernow                             |
| 2011 | The Publisher: Henry Luce and His American Century                                                                                               | Alan Brinkley                           |
| 2011 | Mrs. Adams in Winter: A Journey in the Last Days of Napoleon                                                                                     | Michael O’Brien                         |
| 2010 | The First Tycoon: The Epic Life of Cornelius Vanderbilt                                                                                          | T. J. Stiles                            |
| 2010 | Woodrow Wilson: A Biography | John Milton Cooper, Jr.                 |
| 2010 | Cheever: A Life | Blake Bailey                            |
| 2009 | American Lion: Andrew Jackson in the White House                                                                                                 | Jon Meacham                             |
| 2009 | Traitor to His Class: The Privileged Life and Radical Presidency of Franklin Delano Roosevelt                                                    | H. W. Brands                            |
| 2009 | The Bin Ladens: An Arabian Family in the American Century                                                                                        | Steve Coll                              |
| 2008 | Eden’s Outcasts: The Story of Louisa May Alcott and Her Father                                                                                   | John Matteson                           |
| 2008 | The Worlds of Lincoln Kirstein | Martin Duberman                         |
| 2008 | The Life of Kingsley Amis | Zachary Leader                          |
| 2007 | The Most Famous Man in America: The Biography of Henry Ward Beecher                                                                              | Debby Applegate                         |
| 2007 | John Wilkes: The Scandalous Father of Civil Liberty                                                                                              | Arthur H. Cash                          |
| 2007 | Andrew Carnegie | David Nasaw                             |
| 2006 | Amerikai Prométheusz. J. Robert Oppenheimer dicsősége és tragédiája (American Prometheus: The Triumph and Tragedy of J. Robert Oppenheimer)      | Kai Bird és Martin J. Sherwin           |
| 2006 | A mágikus gondolatok éve (The Year of Magical Thinking)                                                                                          | Joan Didion                             |
| 2006 | The Peabody Sisters: Three Women Who Ignited American Romanticism                                                                                | Megan Marshall                          |
| 2005 | de Kooning: An American Master | Mark Stevens és Annalyn Swan            |
| 2005 | Géniusz földi pályán: Shakespeare módszere (Will in the World: How Shakespeare Became Shakespeare)                                               | Stephen Greenblatt                      |
| 2005 | Under a Wild Sky: John James Audubon and the Making of The Birds of America                                                                      | William Souder                          |
| 2004 | Khrushchev: The Man and His Era | William Taubman                         |
| 2004 | Isaac Newton | James Gleick                            |
| 2004 | Arshile Gorky: His Life and Work | Hayden Herrera                          |
| 2003 | Master of the Senate | Robert A. Caro                          |
| 2003 | The Fly Swatter | Nicholas Dawidoff                       |
| 2003 | Beethoven: The Music and the Life | Lewis Lockwood                          |
| 2002 | John Adams | David McCullough                        |
| 2002 | An Hour Before Daylight: Memories of a Rural Boyhood                                                                                             | Jimmy Carter                            |
| 2002 | Grant | Jean Edward Smith                       |
| 2001 | W.E.B. Du Bois: The Fight for Equality and the American Century, 1919-1963                                                                       | David Levering Lewis                    |
| 2001 | The First American: The Life and Times of Benjamin Franklin                                                                                      | H. W. Brands                            |
| 2001 | Johann Sebastian Bach: A tudós zeneszerző (Johann Sebastian Bach: The Learned Musician)                                                          | Christoph Wolff                         |
| 2000 | Véra (Mrs. Vladimir Nabokov) | Stacy Schiff                            |
| 2000 | Clear Springs: A Memoir | Bobbie Ann Mason                        |
| 2000 | Galilei lánya: Hiteles memoár a tudományról, a bizalomról és a szeretetről (Galileo’s Daughter: A Historical Memoir of Science, Faith, and Love) | Dava Sobel                              |
| 1999 | Lindbergh | A. Scott Berg                           |
| 1999 | At Home with the Marquis de Sade: A Life | Francine du Plessix Gray                |
| 1999 | Egy csodálatos elme (A Beautiful Mind) | Sylvia Nasar                            |
| 1998 | Personal History | Katharine Graham                        |
| 1998 | Alfred C. Kinsey: A Public-Private Life | James H. Jones                          |
| 1998 | Whittaker Chambers: A Biography | Sam Tanenhaus                           |
| 1997 | Angyal a lépcsőn: Önéletrajz 19 éves koromig (Angela’s Ashes: A Memoir)                                                                          | Frank McCourt                           |
| 1997 | In the Wilderness: Coming of Age in Unknown Country                                                                                              | Kim Barnes                              |
| 1997 | Herman Melville: A Biography, Volume 1, 1819-1851                                                                                                | Hershel Parker                          |
| 1996 | God: A Biography | Jack Miles                              |
| 1996 | John Sloan: Painter and Rebel | John Loughery                           |
| 1996 | Mozart (Mozart: A Life) | Maynard Solomon                         |
| 1995 | Harriet Beecher Stowe: A Life | Joan D. Hedrick                         |
| 1995 | Hugo Black: A Biography | Roger K. Newman                         |
| 1995 | Saint-Exupery: A Biography | Stacy Schiff                            |
| 1994 | W.E.B. Du Bois: Biography of a Race, 1868-1919                                                                                                   | David Levering Lewis                    |
| 1994 | In Extremis: The Life of Laura Riding | Deborah Baker                           |
| 1994 | Genet: A Biography | Edmund White                            |
| 1993 | Truman | David McCullough                        |
| 1993 | Genius: The Life and Science of Richard Feynman                                                                                                  | James Gleick                            |
| 1993 | Kissinger életrajz (Kissinger) | Walter Isaacson                         |
| 1992 | Fortunate Son: The Healing of a Vietnam Vet | Lewis B. Puller                         |
| 1992 | Orwell: The Authorized Biography | Michael Shelden                         |
| 1992 | Frederick Douglass | William S. McFeely                      |
| 1991 | Jackson Pollock | Steven Naifeh és Gregory White Smith    |
| 1991 | The Five of Hearts: An Intimate Portrait of Henry Adams and His Friends, 1880-1918                                                               | Patricia O’Toole                        |
| 1991 | Alfred I. Du Pont: The Man and His Family | Joseph Frazier Wall                     |
| 1990 | Machiavelli in Hell | Sebastian de Grazia                     |
| 1990 | The Road From Coorain | Jill Ker Conway                         |
| 1990 | Clear Pictures: First Loves, First Guides | Reynolds Price                          |
| 1990 | A First-Class Temperament: The Emergence of Franklin Roosevelt                                                                                   | Geoffrey C. Ward                        |
| 1989 | Oscar Wilde | Richard Ellmann                         |
| 1989 | Freud: A Life For Our Time | Peter Gay                               |
| 1989 | The Life of Langston Hughes: Volume II, 1941-1967: I Dream a World                                                                               | Arnold Rampersad                        |
| 1989 | A Bright Shining Lie: John Paul Vann and America in Vietnam                                                                                      | Neil Sheehan                            |
| 1988 | Look Homeward: A Life of Thomas Wolfe | David Herbert Donald                    |
| 1988 | Hemingway | Kenneth S. Lynn                         |
| 1988 | George Santayana: A Biography | John Owen McCormick                     |
| 1987 | Bearing the Cross: Martin Luther King Jr. and the Southern Christian Leadership Conference                                                       | David J. Garrow                         |
| 1987 | Dostoevsky: The Stir of Liberation, 1860-1865 | Joseph Frank                            |
| 1987 | The Life and Times of Congressman John Quincy Adams                                                                                              | Leonard L. Richards                     |
| 1987 | Murrow: His Life and Times | A. M. Sperber                           |
| 1986 | Louise Bogan: A Portrait | Elizabeth Frank                         |
| 1986 | George Washington Williams: A Biography | John Hope Franklin                      |
| 1986 | A Hidden Childhood: A Jewish Girl’s Sanctuary in a French Convent, 1942-1945                                                                     | Frida Scheps Weinstein                  |
| 1985 | The Life and Times of Cotton Mather | Kenneth Silverman                       |
| 1985 | Becoming William James | Howard M. Feinstein                     |
| 1985 | The Seven Mountains of Thomas Merton | Michael Mott                            |
| 1984 | Booker T. Washington: The Wizard of Tuskegee, 1901-1915                                                                                          | Louis R. Harlan                         |
| 1984 | Thomas Carlyle: A Biography | Fred Kaplan                             |
| 1984 | Black Apollo of Science: the Life of Ernest Everett                                                                                              | Kenneth Manning                         |
| 1983 | Growing Up | Russell Baker                           |
| 1983 | Churchill: Young Man in a Hurry, 1874-1915 | Ted Morgan                              |
| 1983 | Thomas E. Dewey and His Times | Richard Norton Smith                    |
| 1982 | Grant: A Biography | William McFeely                         |
| 1982 | Waldo Emerson | Gay Wilson Allen                        |
| 1982 | Mornings on Horseback | David McCullough                        |
| 1981 | Nagy Péter élete és kora (Peter the Great: His Life and World)                                                                                   | Robert K. Massie                        |
| 1981 | Walt Whitman: A Life | Justin Kaplan                           |
| 1981 | Walter Lippmann and the American Century | Ronald Steel                            |
| 1980 | The Rise of Theodore Roosevelt | Edmund Morris                           |
| 1980 | Bernard Berenson, The Making of a Connoisseur | Ernest Samuels                          |
| 1980 | Being Bernard Berenson | Meryle Secrest                          |
| 1980 | The Duke of Deception | Geoffrey Wolff                          |
| 1979 | Days of Sorrow and Pain: Leo Baeck and the Berlin Jews                                                                                           | Leonard Baker                           |
| 1978 | Samuel Johnson | Walter Jackson Bate                     |
| 1977 | A Prince of Our Disorder: The Life of T. E. Lawrence                                                                                             | John E. Mack                            |
| 1976 | Edith Wharton: A Biography | R. W. B. Lewis                          |
| 1975 | The Power Broker: Robert Moses and the Fall of New York                                                                                          | Robert Caro                             |
| 1974 | O’Neill, Son and Artist | Louis Sheaffer                          |
| 1973 | Luce and His Empire | W. A. Swanberg                          |
| 1972 | Eleanor and Franklin | Joseph P. Lash                          |
| 1971 | Robert Frost: The Years of Triumph, 1915-1938 | Lawrance Thompson                       |
| 1970 | Huey Long | T. Harry Williams                       |
| 1969 | The Man From New York: John Quinn and His Friends                                                                                                | Benjamin Lawrence Reid                  |
| 1968 | Memoirs | George F. Kennan                        |
| 1967 | Mr. Clemens and Mark Twain | Justin Kaplan                           |
| 1966 | A Thousand Days | Arthur M. Schlesinger                   |
| 1965 | Henry Adams | Ernest Samuels                          |
| 1964 | John Keats | Walter Jackson Bate                     |
| 1963 | Henry James | Leon Edel                               |
| 1962 | Nem osztottak díjat | Nem osztottak díjat                     |
| 1961 | Charles Sumner and the Coming of the Civil War                                                                                                   | David Donald                            |
| 1960 | John Paul Jones | Samuel Eliot Morison                    |
| 1959 | Woodrow Wilson, American Prophet | Arthur Walworth                         |
| 1958 | George Washington | Douglas Southall Freeman                |
| 1957 | Profiles in Courage | John Fitzgerald Kennedy                 |
| 1956 | Benjamin Henry Latrobe | Talbot Faulkner Hamlin                  |
| 1955 | The Taft Story | William S. White                        |
| 1954 | The Spirit of St. Louis | Charles A. Lindbergh                    |
| 1953 | Edmund Pendleton, 1721-1803 | David J. Mays                           |
| 1952 | Charles Evans Hughes | Merlo J. Pusey                          |
| 1951 | John C. Calhoun: American Portrait | Margaret Louise Coit                    |
| 1950 | John Quincy Adams and the Foundations of American Foreign Policy                                                                                 | Samuel Flagg Bemis                      |
| 1949 | Roosevelt és Hopkins (Roosevelt and Hopkins) | Robert E. Sherwood                      |
| 1948 | Forgotten First Citizen: John Bigelow | Margaret Clapp                          |
| 1947 | The Autobiography of William Allen White | William Allen White                     |
| 1946 | Son of the Wilderness | Linnie Marsh Wolfe                      |
| 1945 | George Bancroft: Brahmin Rebel | Russell Blaine Nye                      |
| 1944 | The American Leonardo: The Life of Samuel F B. Morse                                                                                             | Carleton Mabee                          |
| 1943 | Admiral of the Ocean Sea | Samuel Eliot Morison                    |
| 1942 | Crusader in Crinoline | Forrest Wilson                          |
| 1941 | Jonathan Edward | Ola Elizabeth Winslow                   |
| 1940 | Woodrow Wilson, Life and Letters. Vols. VII and VIII                                                                                             | Ray Stannard Baker                      |
| 1939 | Benjamin Franklin | Carl Van Doren                          |
| 1938 | Andrew Jackson | Marquis James                           |
| 1938 | Pedlar’s Progress | Odell Shepard                           |
| 1937 | Hamilton Fish | Allan Nevins                            |
| 1936 | The Thought and Character of William James | Ralph Barton Perry                      |
| 1935 | R. E. Lee | Douglas S. Freeman                      |
| 1934 | John Hay | Tyler Dennett                           |
| 1933 | Grover Cleveland | Allan Nevins                            |
| 1932 | Theodore Roosevelt | Henry F. Pringle                        |
| 1931 | Charles W. Eliot | Henry James                             |
| 1930 | The Raven | Marquis James                           |
| 1929 | The Training of an American: The Earlier Life and Letters of Walter H. Page                                                                      | Burton J. Hendrick                      |
| 1928 | The American Orchestra and Theodore Thomas | Charles Edward Russell                  |
| 1927 | Whitman | Emory Holloway                          |
| 1926 | The Life of Sir William Osler | Harvey Cushing                          |
| 1925 | Barrett Wendell and His Letters | M. A. Dewolfe Howe                      |
| 1924 | From Immigrant to Inventor | Michael Idvorsky Pupin                  |
| 1923 | The Life and Letters of Walter H. Page | Burton J. Hendrick                      |
| 1922 | A Daughter of the Middle Border | Hamlin Garland                          |
| 1921 | The Americanization of Edward Bok | Edward Bok                              |
| 1920 | The Life of John Marshall | Albert J. Beveridge                     |
| 1919 | The Education of Henry Adams | Henry Adams                             |
| 1918 | Benjamin Franklin, Self-Revealed | William Cabell Bruce                    |
| 1917 | Julia Ward Howe | Laura E. Richards és Maude Howe Elliott |